# 埃貢·歐文·基施

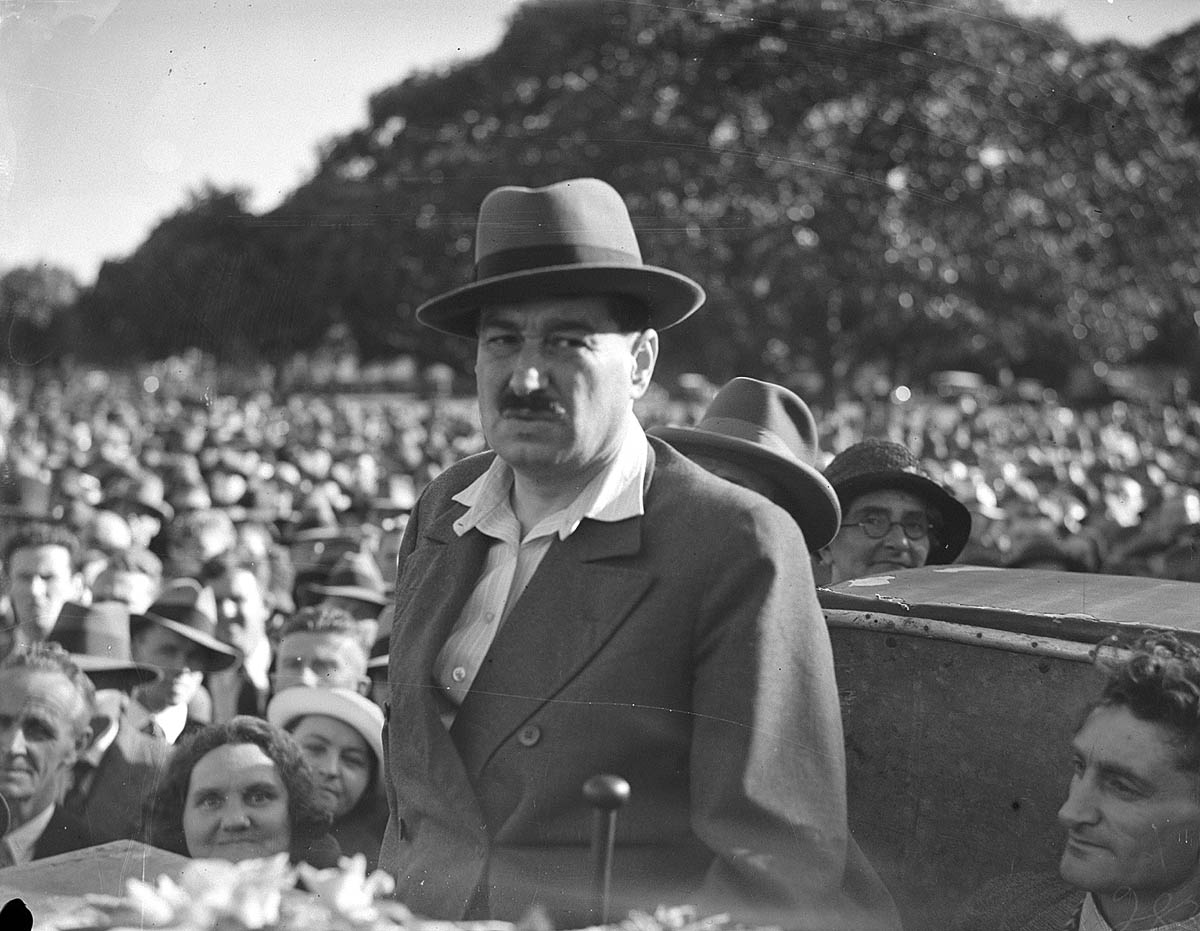
基施在澳大利亚悉尼禁苑演講

埃貢·歐文·基施（德語： 1885年4月29日—1948年3月31日）奥地利-捷克左翼作家、记者，以德语进行创作，他曾远赴世界各地报道，短时间内写作了大量稿件，纳粹德国时期因反对希特勒成为持不同政见者，遭到囚禁。1935年2月17日，基施对聚集在悉尼禁苑的18,000名观众发表演讲，针对希特勒的纳粹政权发出警告。当时的澳大利亚政府惧怕柯什的言论会挑起国际和国内争议，曾试图阻止他入境。